# حفره زیرآرنج
حفره زیرآرنج یا اوله‌کرانون (به انگلیسی: Olecranon Fossa) یک فرورفتگی سه‌گوش عمیق در سطح پشتی استخوان بازو است. این فضا برای جای‌گیری برآمدگی سرآرنج از استخوان زند زیرین (اولنا) در استخوان بازو در هنگام دراز کردن ساعد است.

## ساختار
حفره زیرآرنج در بخش پشتی استخوان بازو جای دارد.
پوشینه مفصلی آرنج دقیقاً نزدیک به حفره زیرآرنج به استخوان بازو متصل می‌شود.

## دیگر جانوران
حفره زیرآرنج در پستانداران گوناگون از جمله سگ نیز وجود دارد.

## نگارخانه

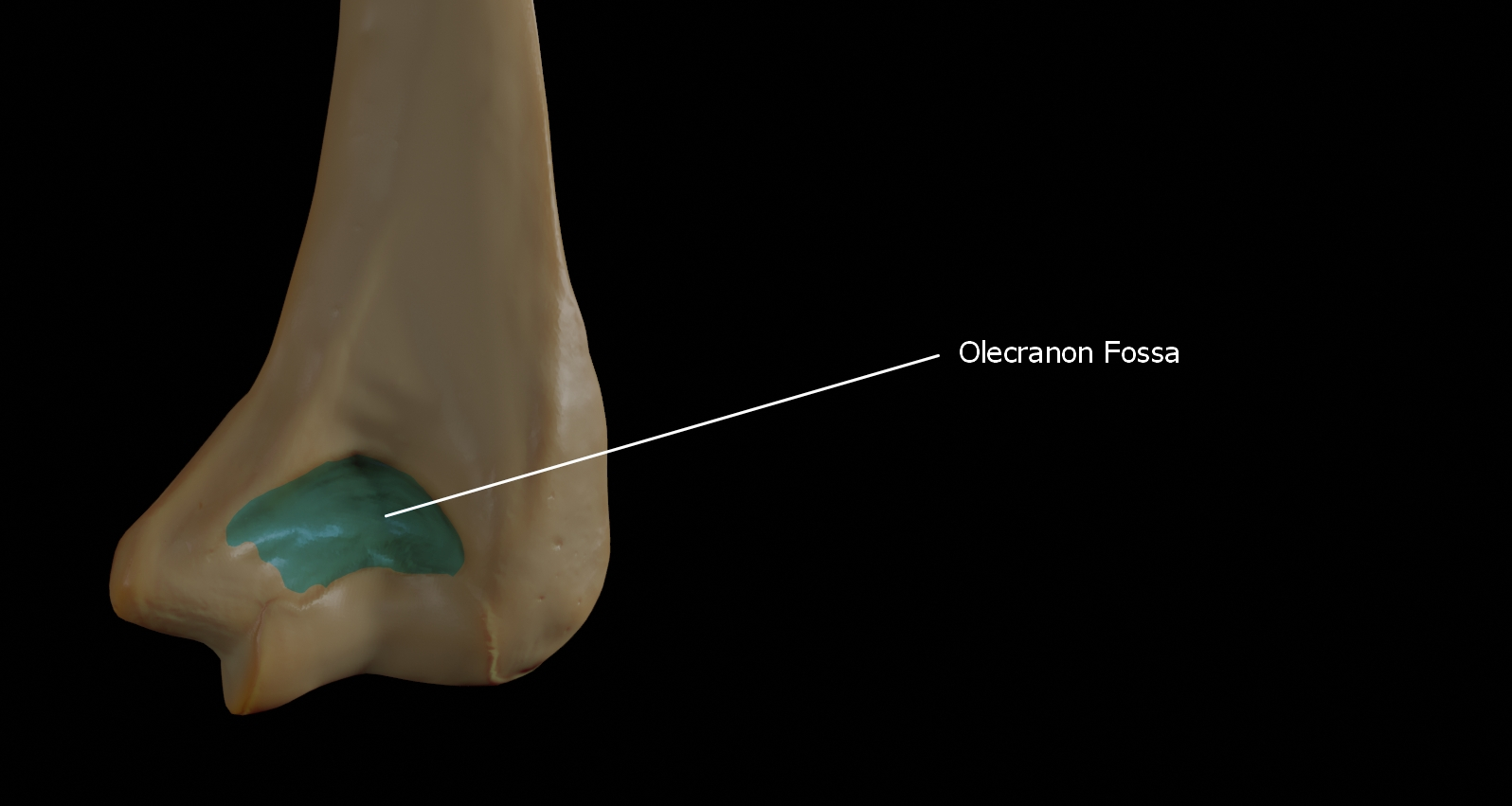
حفره زیرآرنج

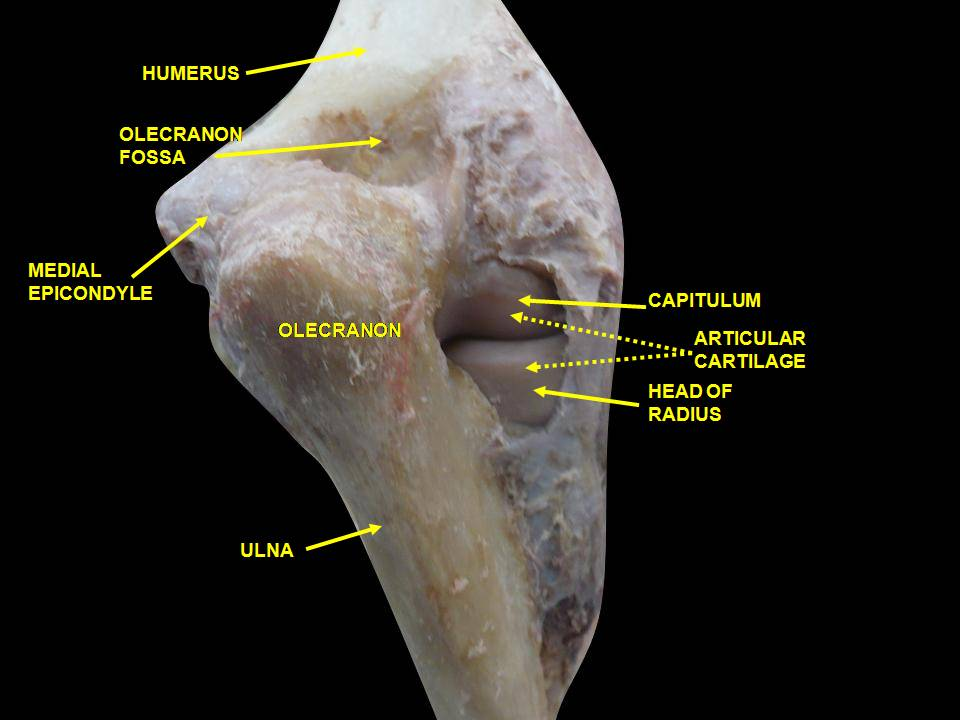
مفصل آرنج از نمای پشتی
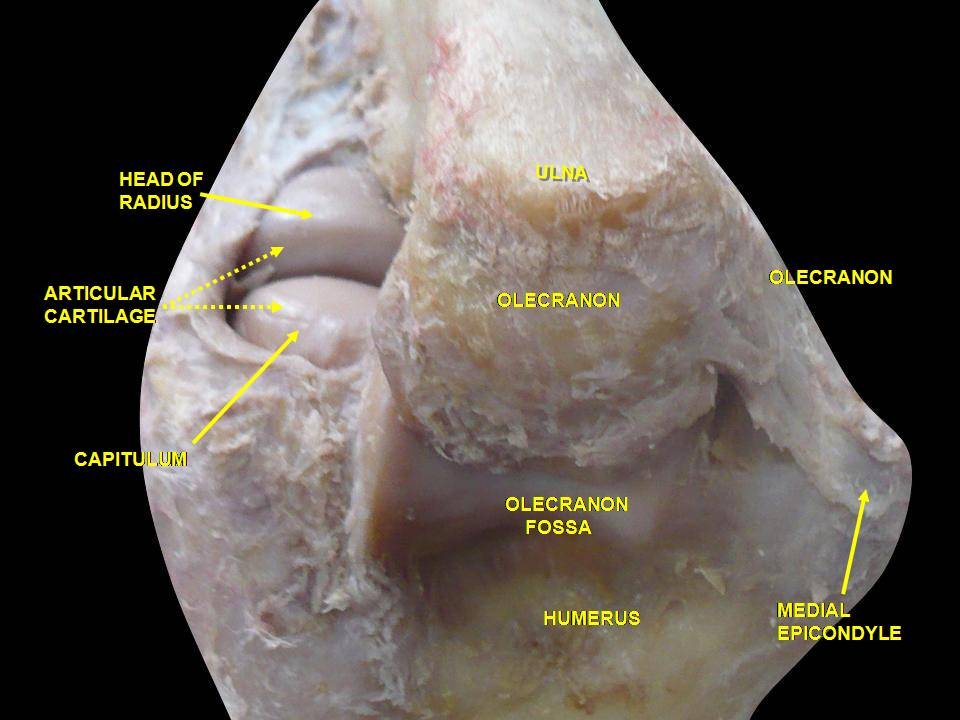
مفصل آرنج از نمای پشتی
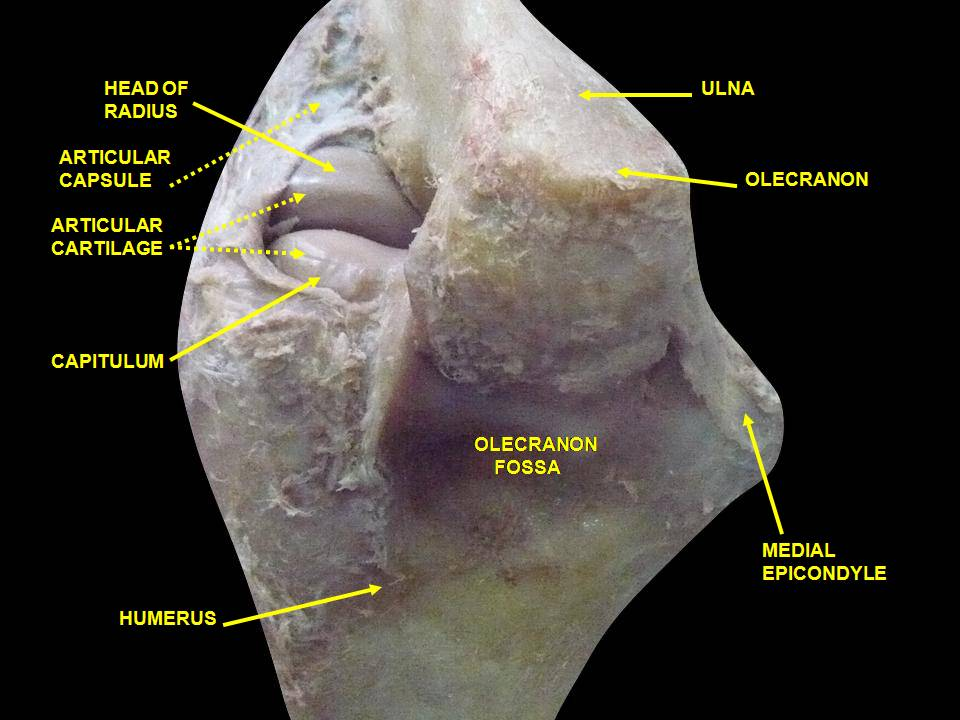
مفصل آرنج از نمای پشتی